# Dirty Sexy Money
Dirty Sexy Money ist eine US-amerikanische Fernsehserie, welche von Craig Wright (unter anderem Episodenautor bei Six Feet Under, Lost, Brothers & Sisters) erdacht wurde und am 26. September 2007 auf dem amerikanischen Fernsehsender ABC startete.
Neben Craig Wright dienen Greg Berlanti (Everwood, Brothers & Sisters), Bryan Singer (X-Men) und Peter Horton (Die besten Jahre, Grey’s Anatomy) als ausführende Produzenten der Serie.
Die Serie wird von ABC als Kreuzung zwischen Denver-Clan und Six Feet Under – Gestorben wird immer beschrieben.
Am 20. November 2008 gab ABC bekannt, dass die Produktion der Serie eingestellt wird.

## Handlung
Nick George hat sein ganzes Leben im Schatten der Darling-Familie gelebt, doch als Erwachsener führt er das perfekte Leben eines idealistischen Anwalts. Zumindest bis sein Vater, der jahrelang als persönlicher Anwalt der Darling-Familie arbeitete und dadurch seine eigene Familie vernachlässigte, auf mysteriöse Weise ums Leben kommt. Nach dem Tod von Nicks Vater bittet Tripp, das Familienoberhaupt der Darlings, Nick den Posten seines Vaters als persönlicher Anwalt der steinreichen Familie zu übernehmen. Zunächst ist Nick nicht davon angetan, doch als er erfährt, wie viel Geld die Darlings ihm zur Verfügung stellen würden, um gute Taten zu vollbringen, nimmt er den Job an und taucht in eine Welt ein, die von Macht, Privilegien und Geld regiert wird.

## Besetzung

### Hauptcharaktere
| Rolle           | Schauspieler      | Synchronsprecher   | Staffeln        | Rollenbeschreibung |
| --------------- | ----------------- | ------------------ | --------------- | --- |
| Nick George     | Peter Krause      | Götz Otto          | 1.01 –2.13      | Nick ist ein idealistischer Anwalt. Er ist Ehemann von Lisa George, Vater von Kiki George und der Sohn des persönlichen Familienanwalts der Darlings, Devlin George. Nick wuchs unter schwierigen Umständen auf, da seine Mutter die Familie verließ, als er sieben Jahre alt war und er selbst nach dem Job seines Vaters immer nur die zweite Geige in dessen Leben spielte. Obwohl er sich geschworen hatte nie in die Fußstapfen seines Vaters zu treten, entscheidet er sich schließlich nach dessen Tod doch der persönliche Anwalt der Familie zu werden, um den mysteriösen Tod seines Vaters aufzuklären und mit dem Geld, was er verdient, Gutes in der Welt zu bewirken. |
| Tripp Darling   | Donald Sutherland | Jochen Striebeck   | 1.01 –2.13      | Tripp ist das Oberhaupt der Darling-Familie. Er ist über 60 und hat in seinem Leben extremen Wohlstand erreicht, so dass er Weingärten und Grundstücke auf der ganzen Welt besitzt. Mit seiner Frau Leticia hat er fünf Kinder großgezogen. |
| Letitia Darling | Jill Clayburgh    | Heidi Treutler     | 1.01 –2.13      | Letitia ist die Matriarchin der Darling-Familie. Sie ist eine respektierte Prominente in der wohlhabenden Gesellschaft von New York. Der Tod des langjährigen Familienfreundes Devlin „Dutch“ George hat sie aufgewühlt und ihre Tochter Karen bringt schließlich ihre jahrelange Affäre mit ihm ans Licht. |
| Patrick Darling | William Baldwin   | Jacques Breuer     | 1.01 –2.13      | Patrick ist das erstgeborene Kind von Tripp und Letitia. Er ist über 40 und ist der Oberstaatsanwalt (District Attorney) von New York. Er ist verheiratet und hat zwei Kinder. Patrick ist ein aufsteigender Politiker und beabsichtigt, als Senator New Yorks zu kandidieren. Es gibt nur ein Problem: seine Affäre mit einer Transsexuellen (Carmelita), an der ihm sehr viel liegt. |
| Karen Darling   | Natalie Zea       | Claudia Lössl      | 1.01 –2.13      | Karen ist die älteste Tochter der Darlings. Sie war dreimal verheiratet und führt die karitative Einrichtung der Familie. In ihrer Jugend war sie mit Nick zusammen und verlor ihre Jungfräulichkeit an ihn. Sie stellte sich immer vor, dass sie mal mit Nick verheiratet sein würde und findet keinen Gefallen daran, dass dies nicht eingetroffen ist. |
| Brian Darling   | Glenn Fitzgerald  | Manou Lubowski     | 1.01 –2.13      | Brian ist ein Priester und das mittlere Kind der Darlings. Er ist über 30 und hat ein uneheliches Kind, welches er aber nicht als seines anerkennt. Seit seiner Kindheit hat er eine Abneigung gegenüber Nick George und seinem Vater. Er ist, wie sich in späteren Folgen herausstellt, eigentlich der Sohn von Devlin George. Seine Mutter verschwieg ihm dies lange Zeit. |
| Jeremy Darling  | Seth Gabel        | Paul Sedlmeir      | 1.01–2.13       | Jeremy ist zusammen mit seiner Zwillingsschwester Juliet das jüngste Mitglied der Darlings-Familie. Er ist ein verwöhnter Bengel, der immer in Schwierigkeiten gerät und sich nicht vorstellen kann, dass es ein Leben gibt, das schwerer ist als seins. Er fühlt sich als das schwarze Schaf der Familie und fühlt sich von seinem Vater nicht respektiert. |
| Juliet Darling  | Samaire Armstrong | Annina Braunmiller | 1.01–1.10, 2.07 | Juliet ist zusammen mit ihrem Zwillingsbruder Jeremy das jüngste Mitglied der Darling-Familie. Verwöhnt, launisch und abhängig vom Geld ihrer Familie, würde sie gerne als Schauspielerin ernstgenommen werden, weshalb sie entsetzt ist, als sie erfährt, dass sie die Rolle in ihrer ersten großen Theaterproduktion nur durch das Geld ihres Vaters bekommen hat. |
| Lisa George     | Zoe McLellan      | Angela Wiederhut   | 1.01 –2.13      | Lisa ist Nicks liebende, attraktive Frau. Sie ist die Mutter seiner sieben Jahre alten Tochter Kiki und gibt Nick geduldig Halt in seiner verrückten, von den Darlings beherrschten Welt. Sie fürchtet, dass sie ihren Mann an die Darlings verliert. |
| Simon Elder     | Blair Underwood   | Ole Pfennig        | 1.04 –2.13      | Simon ist der drittreichste Mann der Welt, dank seiner Erfindung eines superschnellen Computerprozessors. Im Gegensatz zu den Darlings, welche ihre Leben auffällig im Luxus leben, besitzt er ein simples, leeres Loft. Er ist intelligent und benutzt sein Geld wohltätig. Er ist Tripps ernstzunehmender, mysteriöser Rivale, dessen wahre Absichten schwer zu durchschauen sind… |
| Nola Lyons      | Lucy Liu          | Stephanie Kellner  | 2.01 –2.13      | Eine Anwältin, welche in einem Verfahren gegen die Darlings Nicks Konkurrentin darstellt. |

### Nebencharaktere
- Carmelita (Candis Cayne)

Carmelita ist Patricks transsexuelle Liebhaberin. Sie ist intelligent, liebt ihn und stachelt Patrick an, aus dem Schatten seines Vaters zu treten und das Leben zu leben, was er leben will.
- Natalie Kimpton (Tamara Feldman)

Die frühere beste Freundin von Juliet, welche sich mit ihr zerstritten hat. Außerdem beginnt sie eine Beziehung mit Jeremy.
- Ellen Darling (Bellamy Young)

Patricks Ehefrau. Sie ist eine entschlossene Frau, welche von ihrem Leben mit ihrem Ehemann, einem Mitglied einer der reichsten Familien auf der ganzen Welt, profitieren will.
- Mei Ling Hwa Darling (Michelle Krusiec)

Die Ehefrau von Brian und Mutter seiner zwei Töchter. Nachdem sie von Brians unehelichem Kind aus einer Affäre erfährt, erwägt sie es ihm zu verzeihen.

## Produktionsgeschichte

### Entwicklung
Das Drehbuch der ersten Episode, geschrieben vom Emmy-nominierten Serienerfinder Craig Wright, machte seine ersten Schritte zur Produktion im Juli 2006, als ABC die Rechte kaufte. Das Projekt wurde bei Berlanti Television entwickelt und Greg Berlanti stieg als Co-Produzent von Wright mit ein. Im Januar 2007 wurde das Projekt „Dirty Sexy Money“ getauft und eine erste Episode wurde offiziell von ABC bestellt. Mitarbeiter wurden im selben Monat gesucht, als der Emmy-nominierte Regisseur Peter Horton seine Zustimmung gab, dass er die erste Episode der Serie inszenieren würde. Vor der offiziellen Programmvorstellung von ABC am 11. Mai 2007 erhielt die Serie schließlich eine frühe Zusage für 13 Episoden.

### Casting
Das Casting für die zentralen Rollen in der Serie begann im Februar 2007. Seth Gabel war der erste Schauspieler, der für die Serie gecastet wurde. Er erhielt die Rolle von Jeremy Darling. Ihren Hauptdarsteller fanden die Produzenten in Peter Krause, für den die Rolle des Nick George ursprünglich geschrieben war. Nachdem er die Rolle zunächst abgelehnt hatte, entschied er sich schließlich doch für die Rolle, nachdem er von Craig Wright, dem Erfinder der Serie, mit dem er schon bei Six Feet Under zusammengearbeitet hatte, überzeugt wurde. Schließlich wurden auch Glenn Fitzgerald, Jill Clayburgh, Natalie Zea, Samaire Armstrong, Zoe McLellan und William Baldwin gecastet. Golden-Globe-Gewinner Donald Sutherland rundet das Ensemble ab.

### Ausstrahlung
Die Dreharbeiten zur ersten Staffel der Serie begannen am 17. Juli 2007, während die Serie ihre Premiere am 26. September auf dem amerikanischen Fernsehsender ABC feierte und dort jeden Mittwoch um 22:00 Uhr ausgestrahlt wurde. Durch den im November 2007 begonnenen Autorenstreik, welcher die Produktion der Serie vorzeitig unterbrach, wurde die Serie im Januar 2008 durch Cashmere Mafia ersetzt.
Für Deutschland hat der Pay-TV-Kanal FOX Channel Rechte an der Serie. Der FOX Channel strahlt die Serie seit dem 30. Oktober 2008 aus. In Österreich stellte der Österreichische Rundfunk die Serie für das Programm von ORF 1 in der Saison 2008/09 vor. Die Free-TV Ausstrahlung in Deutschland findet ab dem 24. März 2011 immer donnerstags um 20:15 Uhr auf ZDFneo statt.

### Autorenstreik
Am 16. November 2007 bestellte ABC eine volle Staffel der Serie. Wenige Wochen zuvor begann der Autorenstreik 2007 in Hollywood und machte Dirty Sexy Money zur ersten Serie, von welcher nach Beginn des Streikes eine volle Staffel bestellt wurde. 13 Episoden wurden insgesamt fertig gestellt, von denen allerdings nur 10 Episoden in der TV Season 2007 ausgestrahlt wurden. Am 11. Februar 2008 kündigte ABC an, dass man eine zweite Staffel der Serie für das Herbstprogramm 2008 bestellt habe, aber keine weiteren Episoden mehr in der TV Season 2007/2008 ausstrahlen würde. Die drei nicht ausgestrahlten Episoden der ersten Staffel würden nochmal überarbeitet werden, da die Autoren die Episoden im Angesicht des drohenden Streikes durch die Produktion gehetzt hatten und den Episoden gerne noch den nötigen Feinschliff verpassen würden.

### Änderungen hinter den Kulissen in Staffel 2
Für die zweite Staffel der Serie entschied man sich dann hinter den Kulissen für zahlreiche Änderungen, um den richtigen Ton zu treffen und mehr Zuschauer für die Show zu gewinnen, da die Serie gegen Ende der ersten Staffel mit Zuschauerverlusten zu kämpfen hatte. Zunächst wurde Daniel Cerone (Dexter) als Showrunner engagiert, der mehr Spannung zur Serie hinzufügen sollte. Man entschied sich aus unbekannten Gründen dafür, Samaire Armstrong, welche in der ersten Staffel eine der Hauptrollen hatte, stattdessen zu einem wiederkehrenden Gaststar zu machen und engagierte Lucy Liu als neue Hauptdarstellerin. Im Juni trat dann schließlich Daniel Cerone als Showrunner zurück, da die Produzenten der Serie und der Sender ihn als nicht mit der Serie kompatibel empfanden. Die ersten beiden Episoden von ihm waren bei Test-Screenings nicht gut beim Publikum angekommen und wurden als zu düster bezeichnet. Daraufhin übernahm Jon Harmon Feldman (Tru Calling) den Posten des Showrunners. Man entschied sich die letzten drei Episoden der ersten Staffel, die kurz vor dem Autorenstreik in Eile geschrieben und auch produziert wurden, nicht mehr auszustrahlen. Ebenso entschied man sich dafür die bereits gedrehten ersten Episoden der zweiten Staffel nochmal umzustrukturieren und neuzuentwickeln.

## Wahrnehmung
Dirty Sexy Money konnte bereits vor Start der Serie amerikanische Kritiker begeistern und erhielt gute Kritiken. Entertainment Weekly bezeichnete die Serie als „eine der interessantesten Shows im Herbst [2007]“. Die New York Times schrieb „jeder hat zu viel Spaß, das wird den Zuschauer miteinbeziehen.“

### Einschaltquoten
Am 26. September 2007 startete die Serie mit enttäuschenden, aber passablen Zuschauerzahlen. In den darauffolgenden Wochen verlor die Serie Zuschauer, konnte dann allerdings die Zahl ihrer Zuschauer einigermaßen stabil halten und gleichzeitig den Großteil der Zuschauer des Vorprogrammes halten.
| Episode | Episode (gesamt) | Titel                | Erstausstrahlung   | Zielgruppenwerte (18–49, Rating/Share) | Zuschauer in Millionen | Deutscher Titel            | Erstausstrahlung (Deutschland) |
| ------- | ---------------- | -------------------- | ------------------ | -------------------------------------- | ---------------------- | -------------------------- | ------------------------------ |
| 1       | 1                | „Pilot“              | 26. September 2007 | 3,6/12                                 | 10,44                  | „Pilot“                    | 30. Oktober 2008               |
| 2       | 2                | „The Lions“          | 3. Oktober 2007    | 3,6/11                                 | 9,61                   | „Die Löwen“                | 6. November 2008               |
| 3       | 3                | „The Italian Banker“ | 10. Oktober 2007   | 3,5/10                                 | 8,63                   | „Der italienische Bankier“ | 13. November 2008              |
| 4       | 4                | „The Chiavennasca“   | 17. Oktober 2007   | 3,1/11                                 | 8,67                   | „Der Chiavennasca“         | 20. November 2008              |
| 5       | 5                | „The Bridge“         | 24. Oktober 2007   | 3,3/10                                 | 8,56                   | „Die Brücke“               | 27. November 2008              |
| 6       | 6                | „The Game“           | 31. Oktober 2007   | 2,9/10                                 | 8,38                   | „Das Spiel“                | 4. Dezember 2008               |
| 7       | 7                | „The Wedding“        | 14. November 2007  | 2,9/10                                 | 7,90                   | „Die Hochzeit“             | 11. Dezember 2008              |
| 8       | 8                | „The Country House“  | 21. November 2007  | 2,0/8                                  | 6,52                   | „Das Landhaus“             | 18. Dezember 2008              |
| 9       | 9                | „The Watch“          | 28. November 2007  | 2,6/8                                  | 7,15                   | „Die Uhr“                  | 25. Dezember 2008              |
| 10      | 10               | „The Nutcracker“     | 5. Dezember 2007   | 2,4/8                                  | 6,91                   | „Der Nussknacker“          | 25. Dezember 2008              |

| Episode | Episode (gesamt) | Titel                    | Erstausstrahlung  | Zielgruppenwerte (18–49, Rating/Share) | Zuschauer in Millionen | Deutscher Titel           | Erstausstrahlung (Deutschland) |
| ------- | ---------------- | ------------------------ | ----------------- | -------------------------------------- | ---------------------- | ------------------------- | ------------------------------ |
| 1       | 11               | „The Birthday Present“   | 1. Oktober 2008   | 4,8/8                                  | 7,15                   | „Das Geburtstagsgeschenk“ | 5. Oktober 2009                |
| 2       | 12               | „The Family Lawyer“      | 8. Oktober 2008   | 4,1/7                                  | 5,85                   | „Der Familienanwalt“      | 12. Oktober 2009               |
| 3       | 13               | „The Star Witness“       | 22. Oktober 2008  | 4,0/7                                  | 5,86                   | „Die Hauptzeugin“         | 19. Oktober 2009               |
| 4       | 14               | „The Silence“            | 29. Oktober 2008  | 4,1/7                                  | 6,08                   | „Das Schweigen“           | 26. Oktober 2009               |
| 5       | 15               | „The Verdict“            | 5. November 2008  | TBA                                    | TBA                    | „Die Entscheidung“        | 2. November 2009               |
| 6       | 16               | „The Injured Party“      | 19. November 2008 | TBA                                    | TBA                    | „Das Opfer“               | 9. November 2009               |
| 7       | 17               | „The Summer House“       | 3. Dezember 2008  | TBA                                    | TBA                    | „Das Sommerhaus“          | 23. November 2009              |
| 8       | 18               | „The Plan“               | 10. Dezember 2008 | TBA                                    | TBA                    | „Der Plan“                | 30. November 2009              |
| 9       | 19               | „The Organ Donor“        | 17. Dezember 2008 | TBA                                    | TBA                    | „Die Organspende“         | 7. Dezember 2009               |
| 10      | 20               | „The Facts“              | 9. März 2008      | TBA                                    | TBA                    | „Die Fakten“              | 16. November 2009              |
| 11      | 21               | „The Convertible“        | 5. Februar 2008   | TBA                                    | TBA                    | „Familienausflüge“        | 14. Dezember 2009              |
| 12      | 22               | „The Unexpected Arrival“ | 13. Februar 2008  | TBA                                    | TBA                    | „Eindringlinge“           | 21. Dezember 2009              |
| 13      | 23               | „The Bad Guy“            | 3. März 2008      | TBA                                    | TBA                    | „Das Böse“                | 28. Dezember 2009              |

## Auszeichnungen
Nominiert
- 2008 – Golden Globe Awards – Donald Sutherland – Bester Schauspieler in einer Nebenrolle einer Serie, eines TV-Filmes oder einer Mini-Serie